# 회릉 (고려)
회릉(懷陵)은 고려 제8대 현종의 제4비인 원혜왕후 김씨의 능이다. 현재 능의 위치는 알 수 없다.